# キャンドルライト・レコード
キャンドルライト・レコード (英語: Candlelight Records) は、イングランドのロンドンにメインオフィスを置くレコード・レーベル。
アメリカ合衆国ペンシルバニア州に、Candlelight Records USAというアメリカ法人がある。イングランドのCandlelight Recordsをアメリカ法人と区別するため、Candlelight Records UKやCandlelight Records Europeと書くこともある。クラストコア/グラインドコアバンドのエクストリーム・ノイズ・テラーの元ベーシスト、リー・バレット (Lee Barrett) によって設立された。アメリカ法人は、2001年に設立された。
特に、ブラックメタルやデスメタル、メロディックデスメタルなどのエクストリーム・メタルを得意とし、エンペラー、オビチュアリー、1349、シアター・オヴ・トラジディー、ザイクロンなどのバンドが名を連ねる。エンペラーやオーペスの初期作品をリリースしている。
2016年1月、経営者のエドワード・クリスティー (Edward Christie) とスティーヴ・ビーティが会社の資産をフィンランドのスパインファーム・レコード（ユニバーサル ミュージック グループ傘下）へ売却したことを発表し、同社傘下のレーベルとして存続することとなった。

## アーティスト一覧

### Candlelight Records
- 1349
- アビゲイル・ウィリアムズ
- The Atlas Moth
- Age of Silence
- アナール・ナスラック
- Ashes
- Averse Sefira
- ブルート・アウス・ノート
- カーナル・フォージ
- Crionics
- Crowbar
- Dam
- Daylight Dies
- Defiance
- ディヴィニティー
- Eastern Front
- エンペラー
- Epoch of Unlight
- Falloch
- フレッシュゴッド・アポカリプス
- Forest Stream
- Furze
- Gnaw Their Tongues
- Grimfist
- Horned Almighty
- イーサーン
- Illdisposed
- Imperial Vengeance
- インソムニウム
- Kaamos
- ロスト・エデン（英語版）
- Manes
- Mithras
- Myrkskog
- Nebelhexe
- Novembers Doom
- オクタヴィア・セペラティ
- October File
- オムニアム・ギャザラム
- Onslaught
- Paganize
- Pantheon I
- ペスティレンス
- Rose Funeral
- Sear Bliss
- Savage Messiah
- The Seventh Cross
- シェイド・エンパイア
- Sigh
- Starkweather
- Stonegard
- サブテラニアン・マスカレード
- ザイン・アイズ・ブリード
- Throne of Katarsis
- To-Mera
- ホワイトチャペル
- Winterfylleth
- Wodensthrone
- Wolverine
- Xerath
- ザイクロン

### Candlelight Records USA
- アブスー
- Aeternus
- アモラル
- Audrey Horne
- バルサゴス
- Battered
- Bronx Casket Co.
- Capricorns
- キャンドルマス
- センティネクス
- ダーク・フューネラル
- Dead Man in Reno
- デストラクション
- The Deviant
- ディスメンバー
- エレクトリック・ウィザード
- エルヴェンキング
- エンスレイヴド
- エントゥームド
- フィア・ファクトリー
- ファイアバード
- ゴルゴロス
- グランド・メイガス
- Havok
- Hevein
- Insense
- ヨルン
- Jotunspor
- キープ・オヴ・カレシン
- Khold
- コティペルト
- Lord Belial
- Manngard
- マーダック
- Martriden
- マスタープラン
- The Mighty Nimbus
- Mindgrinder
- Monolithe
- モービッド・エンジェル
- ネクロフォビック
- Nightmare
- ノクターナス
- Of Graves and Gods
- オビチュアリー
- Odious Mortem
- オーペス
- Overmars
- P.H.O.B.O.S.
- プロ・ペイン
- The Project Hate MCMXCIX
- Ram-Zet
- ロブ・ロック
- Sahg
- Sarah Jezebel Deva
- Satariel
- Scum
- Setherial
- Seven Witches
- シャクラ
- She Said Destroy
- Sheavy
- Sinister
- Slumber
- Sourvein
- Space Odyssey
- Spektr
- Susperia
- Taint
- Tenebre
- シアター・オヴ・トラジディー
- Thyrane
- ザイアフィング
- Time Requiem
- トーチベアラー
- Trendkill
- U.D.O.
- ヴェイダー
- Vreid
- ザ・ウェイク
- Windir
- Witchcraft